# Messier 54
Messier 54 (také M54 nebo NGC 6715) je kulová hvězdokupa v souhvězdí Střelce. Objevil ji Charles Messier 24. července 1778. Hvězdokupa je od Země vzdálena okolo 86 400 ly
a je součástí Trpasličí eliptické galaxie ve Střelci. 

## Pozorování

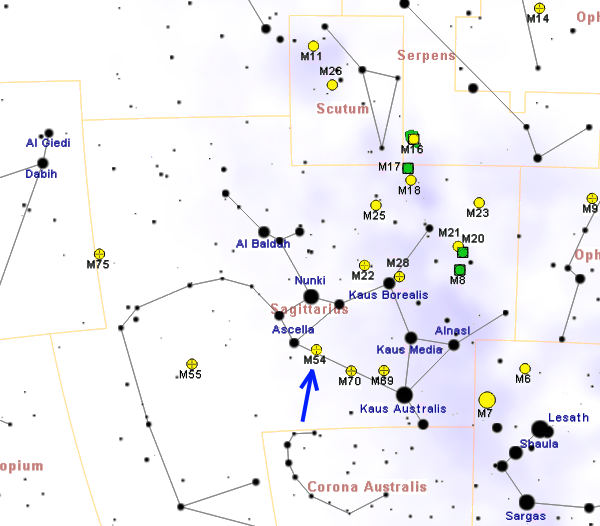
Poloha M 54 v souhvězdí Střelce.

M54 je možno jednoduše nalézt necelé 2° jihozápadně od hvězdy Ascella (ζ Sgr). Hvězdokupa je obtížně viditelná i triedrem 10x50, ale pouze za nejlepších atmosférických podmínek, jinak jsou k jejímu spatření nutné o trochu větší dalekohledy. Jednotlivé hvězdy v ní začne rozlišovat až větší dalekohled o průměru přinejmenším 250 či 300 mm, a to pouze za příznivých atmosférických podmínek.
Poblíž M54 je možné vyhledat mnoho dalších kulových hvězdokup, z těch jasnějších jsou to například 3° jihozápadně Messier 70, 5° jihozápadně Messier 69, 8° severozápadně výrazná hvězdokupa Messier 22 a 10° východně Messier 55.
M54 je snadno pozorovatelná z většiny obydlených oblastí Země, protože má dostatečně nízkou jižní deklinaci. Přesto není pozorovatelná v některých částech severní Evropy a Kanady, tedy blízko polárního kruhu, a ve střední Evropě zůstává velmi nízko nad obzorem. Na jižní polokouli je hvězdokupa dobře viditelná vysoko na obloze během jižních zimních nocí. Nejvhodnější období pro její pozorování na večerní obloze je od června do října.

## Historie pozorování
Hvězdokupu objevil Charles Messier 24. července 1778 a popsal ji takto: "velmi jasná mlhovina objevená ve Střelci … má jasné jádro a neobsahuje hvězdy, pozorována achromatickým dalekohledem s ohniskovou délkou 3,5 stopy," Jednotlivé hvězdy v ní poprvé rozeznal John Herschel a objevil tak, že jde o kulovou hvězdokupu.

## Vlastnosti
Dlouhou dobu se předpokládalo, že hvězdokupa leží ve vzdálenosti přibližně 50 000 světelných let od Země, ale v roce 1994 bylo zjištěno, že nepatří do Mléčné dráhy, ale do Trpasličí eliptické galaxie ve Střelci.
Na základě těchto dat se tedy M54 stala nejdříve objevenou kulovou hvězdokupou mimo Mléčnou dráhu. Nejnovější odhady přisuzují M54 vzdálenost od Země přibližně 86 400 ly a její poloměr je tedy 150 až 200 ly. Patří také mezi nejjasnější známé kulové hvězdokupy. Její absolutní magnituda je -9,98, září tedy jako přibližně 850 000 Sluncí a jasnější je pouze Omega Centauri v Mléčné dráze.
M54 obsahuje přinejmenším 82 známých proměnných hvězd, z nichž většina je typu RR Lyrae, ale patří k nim i dvě polopravidelné červené hvězdy s periodami 77 a 101 dní. Její stupeň zhuštění je III, takže patří mezi nejvíce zhuštěné kulové hvězdokupy. Od Slunce se vzdaluje rychlostí 141 km/s.